# Bañuelos
Bañuelos település Spanyolországban, Guadalajara tartományban. Bañuelos Berlanga de Duero, Miedes de Atienza, Retortillo de Soria, Romanillos de Atienza és Arenillas községekkel határos. Lakosainak száma 13 fő (2024).

## Népesség
A település lakosságának változását az alábbi diagram mutatja:
| Lakosok száma | 31   | 23   | 32   | 32   | 25   | 16   | 16   | 14   | 13   | 13   |
|               | 2001 | 2004 | 2006 | 2009 | 2011 | 2014 | 2016 | 2019 | 2021 | 2024 |